# 마나벤드라 나트 로이

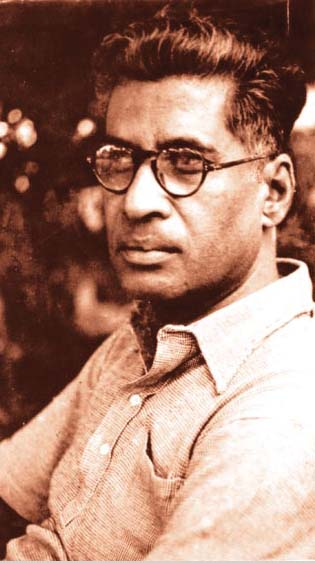

마나벤드라 나트 로이(Manabendra Nath Roy, 1897년 ~ 1954년)은 인도의 독립운동가, 혁명가이다. 벵골의 브라만 가문 출생으로 본명은 나렌드라나트 바타차리야(Narendranath Bhattacharya)이다.
인도에서 반(反)영국 민족주의 운동에 가담해 테러리스트로 활동하다가 제1차 세계대전 때 무기를 획득할 목적으로 출국했다. 영국 첩보원의 추적을 피하려 미국 샌프란시스코에서 이름을 '로이'(Roy)로 바꾸었다. 그는 미국 뉴욕의 도서관에서 마르크스주의를 접하고 1917년 멕시코로 건너가 그 해 12월 멕시코의 사회당을 건설하는 데 참여했다. 이 당은 곧 '멕시코 공산당'으로 당명을 바꾸었는데, 이는 러시아(소련) 이외의 나라에서는 처음으로 공산당 간판을 내건 것이었다. 그는 1920년에 코민테른 제2차 대회에 초대받았는데 부르주아 민족민주운동에 대한 평가를 둘러싸고 노동자, 농민의 조직화에 의하나 '아래로부터의 혁명'을 강조하여 레닌과 대립했다. 1921년 타슈겐트에서 인도 공산당의 창설에 지도적 기여를 했고, 1927년에 코민테른 대표로 중국에 파견됐다. 그 뒤 소련 공산당 안에서 스탈린과 트로츠키 사이의 투쟁이 한창이던 1928년에 소련으로 돌아갔다. 하지만 그는 스탈린의 노여움을 사서 1929년 코민테른에서 제명됐다. 이어 1931년 식민지 인도로 돌아왔으나 영국 당국에 체포되어 6년간 복역했다. 제2차 세계대전 이후에는 급진적 휴머니즘을 주창했다.

## 저서
- 《중국의 혁명과 반혁명》
- 《중국에서의 체험》

## 참고서적
- 이윤섭 (2010년 12월 5일). 《객관적 20세기 전반기》. 서울: 필맥. ISBN 978-89-91071-82-7.